# Hypena tolmeta
Hypena tolmeta är en fjärilsart som beskrevs av Louis Beethoven Prout 1925. Hypena tolmeta ingår i släktet Hypena och familjen nattflyn. Inga underarter finns listade i Catalogue of Life.